# Dubh Bheinn
Dubh Bheinn är ett berg i Storbritannien.   Det ligger i kommunen Argyll and Bute och riksdelen Skottland, i den nordvästra delen av landet, 600 km nordväst om huvudstaden London. Toppen på Dubh Bheinn är 246 meter över havet. Dubh Bheinn ligger på ön Jura.
Terrängen runt Dubh Bheinn är kuperad åt nordväst, men åt sydost är den platt. Havet är nära Dubh Bheinn åt sydost.